# کریستیان مینیوسی
 کریستیان مینیوسی (انگلیسی: Christian Miniussi؛ زاده ۵ ژوئیهٔ ۱۹۶۷) یک تنیس‌باز اهل آرژانتین است.